# Steffen Birkner
Steffen Birkner (* 1. Juni 1980 in Stralsund, DDR) ist ein deutscher Handballtrainer, der den Erstligisten HSG Blomberg-Lippe trainiert.

## Karriere
Steffen Birkner trainierte anfangs über acht Jahre Jugendmannschaften beim Stralsunder HV. Im Jahre 2008 schloss sich Birkner dem Buxtehuder SV an, bei dem er als Jugendkoordinator, als Jugendtrainer sowie als Trainer der in der 3. Liga spielenden 2. Damenmannschaft tätig war. 2014 gewann die von ihm trainierte weibliche B-Jugend die deutsche Meisterschaft. Zur Saison 2014/15 übernahm er das Traineramt der SG Handball Rosengarten. Unter seiner Leitung stieg Rosengarten 2015 in die Bundesliga auf, jedoch musste die Mannschaft schon ein Jahr später wieder den Gang in die Zweitklassigkeit antreten.
Birkner übernahm zur Saison 2017/18 das Traineramt der Herrenmannschaft vom VfL Fredenbeck, der in der 3. Liga antrat. Im März 2018 wurde er beurlaubt. Seit dem Sommer 2018 trainiert er den Bundesligisten HSG Blomberg-Lippe.